# Axinella vaceleti
Axinella vaceleti är en svampdjursart som beskrevs av Pansini 1984. Axinella vaceleti ingår i släktet Axinella och familjen Axinellidae.
Artens utbredningsområde är havet utanför Italien. Inga underarter finns listade i Catalogue of Life.